# 이원초등학교 (충남)
이원초등학교는 대한민국 충청남도 태안군 이원면 포지리에 있는 공립 초등학교이다.

## 학교 연혁
| 1921년 | 7월 1일   | 이북공립보통학교(4년제) 개교(설립인가 3월 31일) |
| 1927년 | 4월 1일   | 6년제로 개편                                    |
| 1938년 | 4월 1일   | 이북공립심상소학교로 개칭                       |
| 1941년 | 4월 1일   | 이북공립국민학교로 개칭                         |
| 1948년 | 12월 31일 | 이북국민학교 개칭                               |
| 1978년 | 3월 1일   | 이원국민학교 개칭                               |
| 1981년 | 3월 1일   | 병설유치원 인가                                 |
| 1986년 |           | 죽도분교장 통폐합                               |
| 1993년 | 3월 1일   | 관동분교장, 내리분교장 편입                     |
| 1996년 | 3월 1일   | 이원초등학교 개칭                               |
| 1999년 | 9월 1일   | 내리분교장 통폐합                               |
| 2016년 | 2월 5일   | 제92회 졸업식(총 6,064명)                       |
| 2016년 | 3월 1일   | 초등학교 8학급(본6, 분2) 편성                   |
| 2016년 | 3월 1일   | 유치원 2학급(본1, 분1) 편성                     |
| 2017년 | 2월 10일  | 제93회 졸업식(총 6,069명)                       |
| 2017년 | 3월 1일   | 초등학교 9학급(본6, 분3) 편성                   |
| 2017년 | 3월 1일   | 유치원 2학급(본1, 분1) 인가                     |

## 참고 자료
- 이원초등학교 - 한국교육학술정보원 학교알리미